# Kill Me If You Can
『Kill Me If You Can』（キル・ミー・イフ・ユー・キャン）は、[Champagne]の通算5枚目のシングル。2012年7月11日にRX-RECORDSから5000枚の完全生産限定盤で発売された。
表題曲は、同年4月に発売された3枚目のアルバム『Schwarzenegger』からのリカットナンバー。

## 収録曲
1. Kill Me If You Can
作詞・作曲：川上洋平
2. Waterdrop
作詞・作曲：川上洋平
  - 2枚目のアルバム『I Wanna Go To Hawaii.』に収録される予定で、レコーディング済みだった未発表曲。[要出典]
3. Accelerator
作詞・作曲：Primal Scream
スコットランドのロックバンド、Primal Screamが2000年に発売した楽曲のカバー。
4. Busy Dragon Playing
作曲：川上洋平
  - TOKYO FM『RADIO DRAGON』オープニングテーマ